# Atarba merita
Atarba merita är en tvåvingeart som beskrevs av Alexander 1938. Atarba merita ingår i släktet Atarba och familjen småharkrankar. Inga underarter finns listade i Catalogue of Life.